# Partido do Poder do Povo
O Partido do Poder do Povo (PPP) é um partido político da Tailândia fundado em 20 de Julho de 2007 por membros do Thai Rak Thai, ilegalizado pelo Tribunal Supremo a instâncias da Junta Militar golpista formada após o golpe de Estado de 2006. O seu líder é Samak Sundaravej, que se juntou à nova formação e foi eleito seu líder para as eleições gerais de Dezembro de 2007. O PPP obteve a vitória nessas eleições com 232 dos 480 lugares da Câmara de Representantes.